# Щёлковский биокомбинат
ФКП «Щёлковский биокомбинат» — российское предприятие агробиологической промышленности, одно из крупнейших, специализируется на производстве иммунобиологических лекарственных препаратов для ветеринарного применения, в том числе вакцин против чумы, ящура, бруцеллеза и других опасных болезней животных. Образован в 1924 году. В настоящее время изготавливает около 30 наименований видов продукции. Подведомственно Минсельхозу РФ, градообразующее предприятие посёлка Биокомбината Лосино-Петровского городского округа Подмосковья.
ФКП «Щелковский биокомбинат» организован на базе Кашинцевской противочумной станции, которая была в мае 1924 года переведена из г. Москвы в имение фабриканта Городищенской тонкосуконной фабрики С.И. Четверикова.
Имение состояло из двух деревянных господских домов, животноводческих помещений и нескольких жилых домов прислуги.
У истоков ее организации стояли профессор Государственного института экспериментальной ветеринарии А.П. Уранов, ассистенты института С.Т. Щенников, Р.А. Цион, A.M. Романов и другие сотрудники отдела по изучению болезней свиней. В коллективе станции в 1929 году насчитывалось всего 30 сотрудников. Объем производства составлял 1000 литров иммунокрови и 100 литров вируса чумы свиней в год.
Первая очередь строительства биофабрики была закончена досрочно 5 декабря 1932 года. К этому времени фабрика выпускала 12 тыс. литров иммунокрови и 1000 литров вируса чумы свиней.
Полностью строительство биофабрики завершилось в 1937 году.
С 1938 года началось освоение выпуска широкого ассортимента ветеринарных биологических препаратов. Для успешного решения этой задачи были налажены тесные контакты с научными учреждениями страны ВИЭВ, ВГНКИ, Воронежским НИВИ, институтами им. Гамалея, Мечникова, Тарасевича. Многие специалисты биофабрики прошли стажировки в этих учреждениях.
С 30 января 1941 года биофабрике была передана база ВИЭВ на лисьем острове Калининской области, где проводились работы по изготовлению противоящурной вакцины. На ее основе был организован цех № 12 по изготовлению противоящурной вакцины.
С 20 марта 1942 года биофабрике передан питомник ВГНКИ в Монихино Истринского района, где до его возвращения ВГНКИ в 1946 году было подсобное хозяйство биофабрики.
В связи с приближением фронта в октябре 1941 года основная часть оборудования, лошади продуценты и часть сотрудников были эвакуированы в г.Омск. С 16 октября выпуск биопрепаратов был прекращен. Но работы не прекращались ни на один день. Под руководством бывшего начальника планового отдела Н.А. Михайлова, возглавлявшего руководство биофабрики в период пребывания директора биофабрики Короткова М.Т. в Омске и и.о. главврача Галкиной М.В. была организована охрана зданий и оставшегося оборудования. Сформированы группы ополченцев и группы ПВХО, МПВО, которые принимали участие в строительстве оборонительных сооружений, выполняли мероприятия по противопожарной и химической обороне.
Сразу же после разгрома фашистов под Москвой начались восстановительные и ремонтные работы. Построен новый производственный корпус, где разместились подготовительный цех, цех сублимационной сушки, ОБК, складские помещения и все цеха, изготавливающие сухие вакцины. Старый корпус был реконструирован под производство противоящурной вакцины. Построен титражник для контроля противоящурной вакцины, цех для изготовления АСД и новая котельная. Вскоре было восстановлено производство всего перечня биопрепаратов, изготавливаемых в 1941 году.
В 1969 году «Кашинцевская противочумная фабрика № 1» была переименована в «Щелковский биокомбинат» Главного управления биологической промышленности Министерства сельского хозяйства СССР (Приказ Минсельхоза СССР от 8 сентября 1969 г. № 288 ). В этом же году Совет Министров СССР принял постановление о реконструкции биокомбината на базе импортного оборудования для производства 50 миллионов доз 3-х валентной противоящурной вакцины. Реконструкция была завершена в 1975 году. За годы реконструкции построено 77 тыс.м2 производственных площадей, смонтировано 5 тысяч единиц импортного и отечественного оборудования, построено отделение иммунизации с клиниками на единовременное содержание 800 голов крупного рогатого скота, 900 овец, питомник МОЖ для выращивания 20 тыс. морских свинок и 100 тыс. белых мышей. Построили две новые котельные, силовые электростанции и распределительные устройства напряжением 6 тыс. вольт, станцию обратного водоснабжения, АТС на 1000 номеров. Энерговооруженность биокомбината возросла в 10 раз.
В 1990 году производство противоящурной вакцины достигло 75 млн. доз. Наряду с этим было освоено производство сухого комплемента для РСК, сухой вакцины против ньюкаслской болезни из штамма Ла-Сота и Бор-74 ВГКИ, вакцины против бруцеллеза из штамма 82, антигена и антисыворотки для диагностики ИНАН лошадей, антирабической культуральной вакцины из штамма «Щелково- 51», вакцины против ринопневмонии лошадей и др.
Валовое производство биопрепаратов за 1976-1990 годы возросло в 5 раз и достигло 23 млн. рублей.
Биокомбинат помимо развития собственного производства разрешал многие социальные вопросы. В 1990 и 1995 гг. построены и заселены два жилых дома: кирпичный дом на 80 квартир и 10 этажный блочный дом на 160 квартир улучшенной планировки. Этим был решен вопрос с жильем на биокомбинате.
В 2000 г. закончен капитальный ремонт главного лабораторного корпуса, а в 2002 г. - мазутного хозяйства котельной № 1.
В связи с увеличением объемов производства антирабической вакцины на свободных площадях противоящурного производства организован участок по изготовлению антирабической вакцины. На этом же производстве проведена реконструкция площадей под изготовление инфузионных растворов для медицинских и ветеринарных целей. Для их фасовки установлена линия «БОШ».
С декабря месяца 2002 г. руководство биокомбината приступило к подготовке производства к аттестации в соответствии с требованиями международных стандартов ИСО-9000. Началась реконструкция цехов по производству антирабических и птичьих вакцин по требованиям GMP.
Распоряжением Правительства РФ от 10 декабря 2013 г. N 2332-р предприятие приобрело статус и наименование: Федеральное казенное предприятие «Щелковский биокомбинат».
В настоящее время на биокомбинате трудится около 600 специалистов, в том числе биохимики, ветеринарные врачи, технологи, инженеры, лаборанты. На каждом этапе производства вакцин внедрены стандарты GMP, что позволяет предприятию производить биопрепараты высокого качества, соответствующие мировым стандартам. Для развития продуктового портфеля и совершенствования технологий Щелковский биокомбинат ведет активную совместную работу с ведущими российскими и мировыми научно-исследовательскими институтами.